# Nysius ericae
Nysius ericae är en insektsart som först beskrevs av Friedrich von Schilling 1829.  Nysius ericae ingår i släktet Nysius, och familjen fröskinnbaggar. Arten är reproducerande i Sverige.

## Bildgalleri

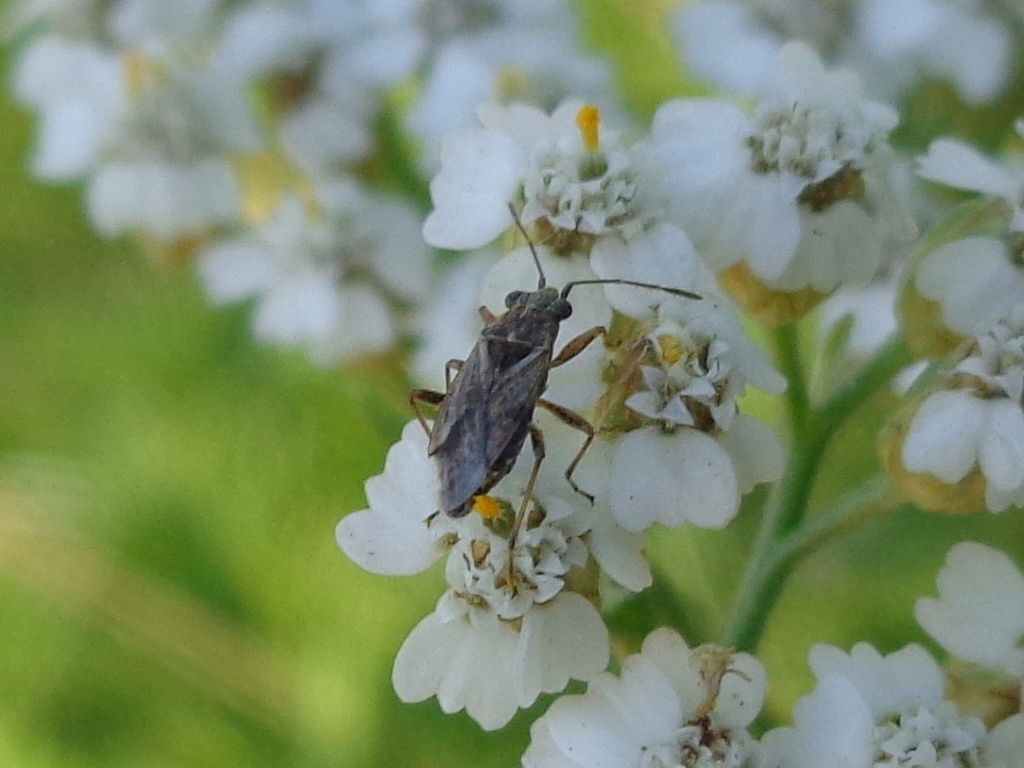